# Jonathan Rubio Toro
Jonathan Josué Rubio Toro (ur. 2 czerwca 1996 w San Pedro Sula) – honduraski piłkarz występujący na pozycji ofensywnego pomocnika lub skrzydłowego w Petro Luanda. Posiada również obywatelstwo portugalskie.